# Руфиджи (народ)
Руфиджи е етническа и лингвистична група в централна Танзания, близо до река Руфиджи. През 1987 популацията ѝ наброява 200 000 души. 
По-голямата част от населението изповядва ислям. 